# Aphaniosoma bifalcatum
Aphaniosoma bifalcatum är en tvåvingeart som beskrevs av Ebejer 2005. Aphaniosoma bifalcatum ingår i släktet Aphaniosoma och familjen gulflugor.
Artens utbredningsområde är Italien. Inga underarter finns listade i Catalogue of Life.